# Аноректальна манометрія

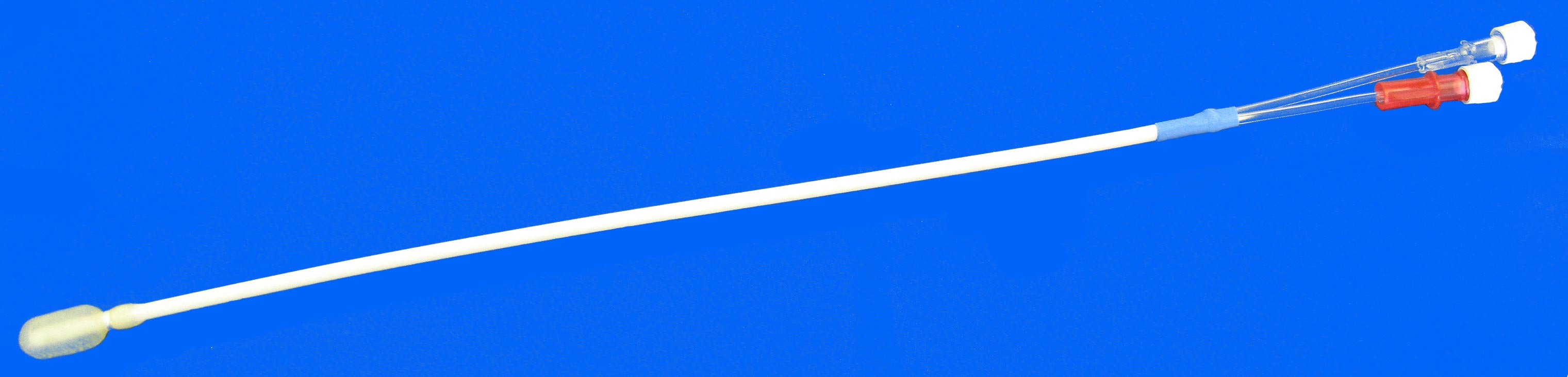
Балонний катетер для аноректальної манометрії

Аноректальна манометрія — функціональне діагностичне дослідження аноректальної зони методом манометрії з метою отримання інформації про тонус аноректальних м'язів та скоординованості скорочень прямої кишки і сфінктерів ануса.

## Показання до аноректальної манометрії
- Персистуючі запори резистентні до традиційної терапії
- Болі в гіпогастрії
- Диференціальна діагностика хронічної кишкової псевдообструкції
- Оцінка результатів медичного втручання
- Нетримання калу
- Нез'ясовні причини порушення моторики товстої кишки
- Відсутність розслаблення внутрішнього анального сфінктера
- Перед і після операційний контроль, у т.ч. після операції з приводу хвороби Гіршпрунга і реконструктивні операції з приводу атрезії анусу
- Перед проведенням терапії методом біологічного зворотного зв'язку

## Апаратура для аноректальної манометрії
Для реєстрації та обробки виміряних результатів може використовуватися один з приладів: стаціонарна манометрична система «Поліграф-ВД» фірми Медтронік (англ. Medtronic) (США) або гастроманограф «Гастроскан-Д» російського підприємства «Істок-Система» (рос. «Исток-Система») i 4-х або 8-и канальний водно-перфузійні катетер з портами радіально розташованими під кутом 45 градусів один до одного з відстанями 7 см між ними, або катетер з балоном.